# Alferio de la Cava
Alferio de La Cava O.S.B. (Salerno, siglo X-Abadía de Cava 12 de abril de 1050), fue un monje y abad italiano, fundador de la Abadía de Cava. Es venerado como santo por la Iglesia Católica y si fiesta se celebra el 12 de abril.

## Hagiografía
Nacido en Salerno en la segunda mitad del siglo X en el seno de una noble familia al servicio de los príncipes lombardos que dominaban la zona desde el siglo VII. Su verdadero nombre era Alferio Pappacarbone.
Alferio fue enviado por Guaimario III de Salerno como embajador ante el emperador Enrique II para solicitar ayuda contra los bizantinos, que amenazaban las fronteras del principado de Salerno.

### Vida consagrada
Habiendo alcanzado los Alpes, cayó muy enfermo y pidió hospitalidad al monasterio de Chiusa di San Michele, prometiendo que si se curaba, renunciaría a su carrera diplomática, y se haría benedictino. Una vez curado, respetó su promesa, y tomó el hábito de san Benito de Nursia en la gran abadía de Cluny en 991, año en que se ordenó sacerdote.
Un año después, Guaimario le llamó para reformar los numerosos monasterios de su estado. Alferio se puso a la obra, pero luego de un tiempo, sintiéndose atraído por la vida de soledad, abandonó Salerno en secreto, y se refugió en una gruta al pie del monte Finestra, cerca de Cava de' Tirreni. Aquí, con dos compañeros, se entregó completamente a la oración, la penitencia y el trabajo manual.
Más adelante, se formó una comunidad de doce discípulos, dedicada a la Santísima Trinidad, que luego sería uno de los centros principales de la reforma monástica. La comunidad se organizó según las normas y el espíritu de Cluny. El monasterio se debió a la benevolencia de Guaimario, que por un decreto de 1025 reconoce su existencia y dona una gran extensión de tierra, con plena libertad de gobierno, incluido el derecho de elección del abad, sin interferencia secular.
Murió el 12 de abril de 1050, un Jueves Santo, después de haber celebrado los servicios litúrgicos, y nombrado a su sucesor, León de Lucca, confortado por una imagen del Redentor que le había predicho su muerte inminente. Fue enterrado en la misma gruta, que luego sería el núcleo de la abadía de Cava.

## Onomástico y Culto público
Alferio es venerado el 12 de abril